# جونجی نیشیزاوا
جونجی نیشیزاوا (انگلیسی: Junji Nishizawa؛ زادهٔ ۱۰ مهٔ ۱۹۷۴) بازیکن فوتبال اهل ژاپن است.
از باشگاه‌هایی که در آن بازی کرده‌است می‌توان به باشگاه فوتبال توکیو وردی، باشگاه فوتبال شیمیزو اس-پالس، باشگاه فوتبال کاوازاکی فرونتال، باشگاه فوتبال ناگویا گرامپوس، باشگاه فوتبال کاشیما آنتلرز، و باشگاه فوتبال کونسادول ساپورو اشاره کرد.